# Bombay Calling
Bombay Calling — концертный DVD британской группы Deep Purple.

## Об альбоме
Концерт записан 8 апреля 1995 года в Бомбее, Индия. Это один из первых концертов группы с гитаристом Стивом Морсом, заменившим сооснователя группы Ричи Блэкмора и ранее игравшим в Kansas.
Альбом начинается с интервью с группой, которое накладывается на вступительную песню «Fireball». В состав пластинки вошло 16 композиций, включающих как несомненные хиты, вроде «Black Knight», «Highway Star» и «Smoke On The Water», так и более новую композицию «Perpendicular Waltz» со следующего альбома группы Purpendicular, первого студийного альбома со Стивом Морсом, вышедшего в 1996 году.
Грег Прато (AllMusic) оценил альбом на две с половиной звезды из пяти, отметив, что «пока не выйдет DVD с кадрами концертов состава Purple начала 1970-х годов, придётся выпускать такие релизы, как Bombay Calling».

## Список композиций
Авторы песен — Блэкмор, Гиллан, Гловер, Лорд, Пейс, кроме отмеченных
1. Fireball
2. Maybe I’m a Leo
3. Black Night
4. The Battle Rages On (Блэкмор, Гиллан, Лорд, Пейс)
5. Woman From Tokyo
6. Purpendicular Waltz (Гиллар, Гловер, Лорд, Морс, Пейс)
7. When a Blind Man Cries
8. Perfect Strangers (Блэкмор, Гловер, Гиллан)
9. Pictures of Home
10. Child in Time
11. Anya (Блэкмор, Гиллан, Гловер, Лорд)
12. Space Trucking
13. Lazy
14. Speed King
15. Highway Star
16. Smoke on the Water

## Состав
- Иэн Гиллан — вокал
- Роджер Гловер — бас-гитара
- Джон Лорд — клавишные
- Стив Морс — гитара
- Иэн Пейс — ударные